# Platycoelia inca
Platycoelia inca är en skalbaggsart som beskrevs av Smith 2003. Platycoelia inca ingår i släktet Platycoelia och familjen Rutelidae. Inga underarter finns listade i Catalogue of Life.